# Blake Shelton's Barn & Grill
Blake Shelton's Barn & Grill es el tercer álbum de estudio del cantante de música country Blake Shelton. Fue publicado en 2004 por el sello discográfico Warner Bros. Records, en Nashville. También es el tercero en obtener el certificado de oro de la RIAA.
El álbum incluye cuatro singles producidos para la promoción del mismo: When Somebody Knows You That Well, Some Beach, Goodbye Time y Nobody but Me, de los cuales Shelton compuso dos.

## Contenido
When Somebody Knows You That Well fue escrita por Harley Allen, quien ya compusiese el sencillo The Baby. Hasta la fecha, fue el sencillo peor clasificado en el chart Billboard tras alcanzar el puesto 37.
Le precedió Some Beach, el cual pasó a ser su tercer "número uno" tras liderar durante cuatro semanas el ranking a partir de finales de 2004 e inicios de 2005. Los otros singles son Goodbye Time, adaptación del tema de Conway Twitty de los años 80 y décimo en el listado; y Nobody but Me con el que fue cuarto.
Otras pistas incluidas son Cotton Pickin' Time, tema de 1989 compuesto por Paul Overstreet e interpretado por The Marcy Brothers y What's on My Mind grabado en 2001 por Gary Allan en su álbum Alright Guy.

### Listado de pistas
| N.º | Título                              | Escritor(es)                      | Duración |  |
| 1.  | «Some Beach»                        | Rory Lee Feek, Paul Overstreet    | 3:24     |  |
| 2.  | «Nobody but Me»                     | Shawn Camp, Phillip White         | 2:38     |  |
| 3.  | «Good Old Boy, Bad Old Boyfriend»   | Bobby Braddock                    | 3:03     |  |
| 4.  | «Love Gets in the Way»              | Scott Joyce, Blake Shelton        | 3:30     |  |
| 5.  | «Goodbye Time»                      | James Dean Hicks, Roger Murrah    | 3:23     |  |
| 6.  | «Cotton Pickin' Time»               | Overstreet, Even Stevens          | 3:16     |  |
| 7.  | «What's on My Mind»                 | Leslie Satcher, Jim Lauderdale    | 3:05     |  |
| 8.  | «When Somebody Knows You That Well» | Jimmy Melton, Harley Allen        | 3:41     |  |
| 9.  | «On a Good Day»                     | Shelton, Tom Shapiro, Tony Martin | 3:34     |  |
| 10. | «The Bartender»                     | Allen                             | 3:16     |  |
| 11. | «I Drink»                           | Mary Gauthier, Crit Harmon        | 3:25     |  |

## Posicionamiento

### Álbum
| Listas (2004)                     | Puesto |
| --------------------------------- | ------ |
| U.S. Billboard Top Country Albums | 3      |
| U.S. Billboard 200                | 20     |

### Sencillos
| Año                      | Sencillo                            | Posición   | Posición |
| Año                      | Sencillo                            | US Country | US       |
| ------------------------ | ----------------------------------- | ---------- | -------- |
| 2004                     | "When Somebody Knows You That Well" | 37         | —        |
| 2004                     | "Some Beach"                        | 1          | 28       |
| 2005                     | "Goodbye Time"                      | 10         | 73       |
| 2005                     | "Nobody but Me"                     | 4          | 60       |
| "—": no alcanzó el chart |                                     |            |          |